# Jokkmokk
Jokkmokk ( ouça a pronúncia) é uma pequena cidade da Suécia, situada no leste da província histórica da Lapônia, 10 km a norte do Círculo Polar Ártico.

Está situada a 170 km a noroeste da cidade de Luleå .

É o centro cultural e político dos Lapões da Suécia.                                                                                                             

Tem cerca de2 766 habitantes (2021).

É a sede do município de Jokkmokk, pertencente ao  condado de Norrbotten.

É o local do Mercado de Inverno de Jokkmokk, anualmente em fevereiro, desde 1605. Alberga o Centro de Ensino dos Lapões (Samernas utbildningscentrum; antiga Escola Superior Popular dos Lapões) e o Ájtte - Museu das Montanhas e dos Lapões (Ájtté fjäll- och samemuseum).   Tem acessibilidade aos percurso pedestres dos parques nacionais de Padjelanta e Sarek.

## Etimologia e uso
Jokkmokk está localizada na área da Língua lapônica de Lule (Lulesamiska).                                         O nome geográfico Jokkmokk deriva das palavras lapónicas jåhkå (rio) e måhkke (curva).
Nos nossos dias, os Lapões – mais conhecido atualmente como povo Sámi – designam a cidade por Dcilvvadis (“mercado de inverno”).

Em textos em português é usada a forma original Jokkmokk. 

## Comunicações
A cidade de Jokkmokk é atravessada pela estrada europeia E45, ligando Karesuando a Gotemburgo e é o ponto de partida da estrada nacional 97, que vai até Luleå.            
A cidade dispõe de ligação ferroviária através da linha do interior (inlandsbanan), ligando Kristinehamn a Gällivare.                                           
Não existe nenhum aeroporto civil em Jokkmokk, mas é possível voar para vários aeroportos na proximidade, como por exemplo para Luleå, Kiruna, Gällivare e Arvidsjaur.  

## Património cultural e turístico
Alguns pontos turísticos mais procurados atualmente são:

- Ájtte, Museu das Montanhas e dos Lapões (Ájtté fjäll- och samemuseum)
- Mercado de Inverno de Jokkmokk
- Parque Nacional de Padjelanta
- Parque Nacional de Sarek
- Parque Nacional Muddus

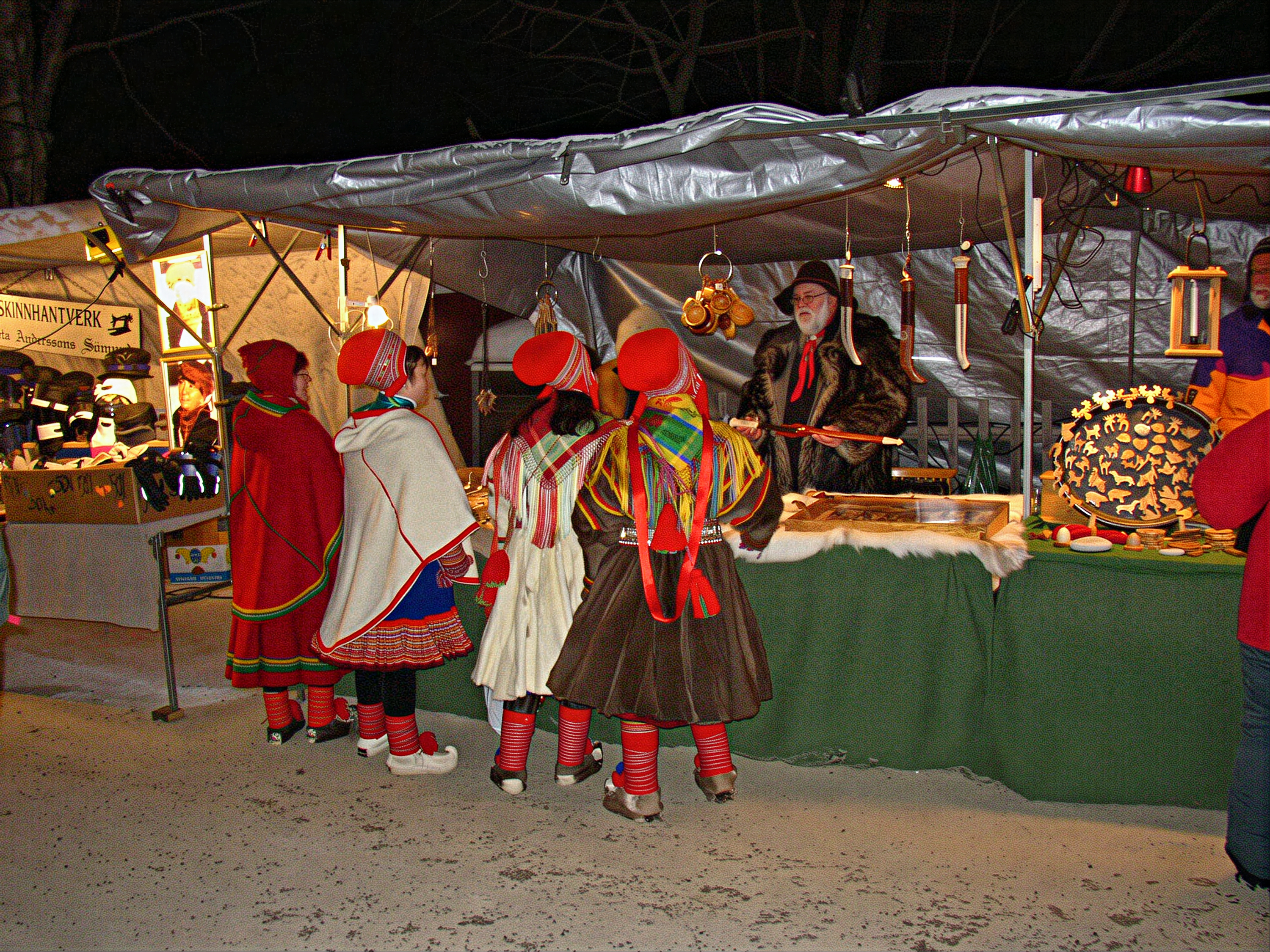
O mercado de Jokkmokk
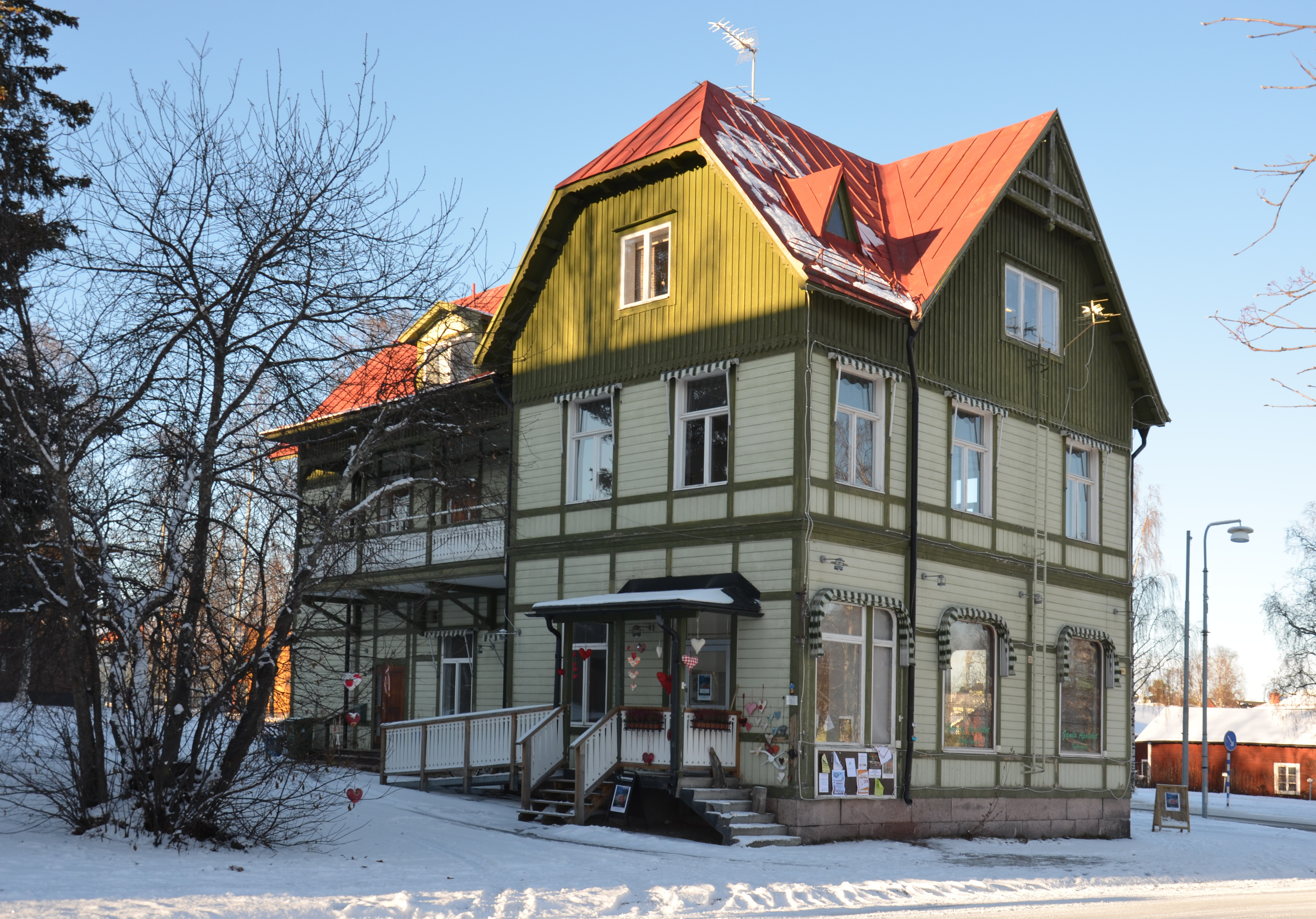
A antiga farmácia
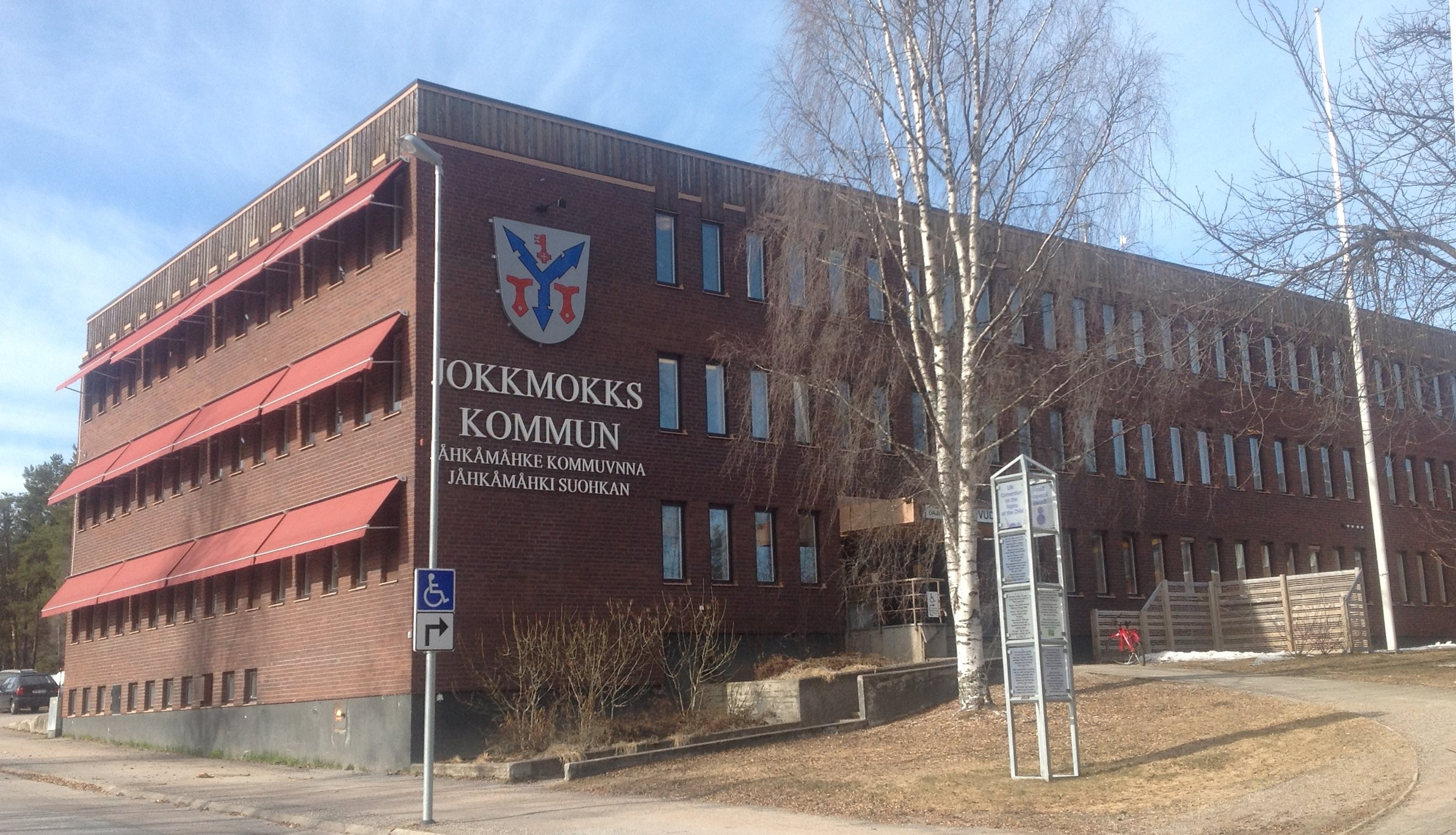
A câmara municipal (br: prefeitura)
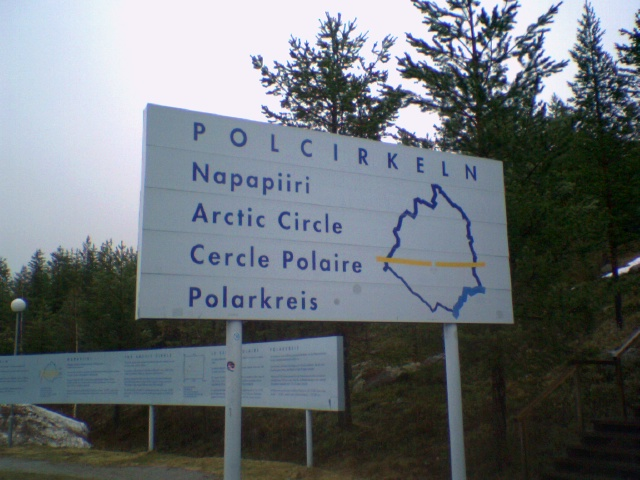
O círculo polar ártico